# Великі Нідерланди

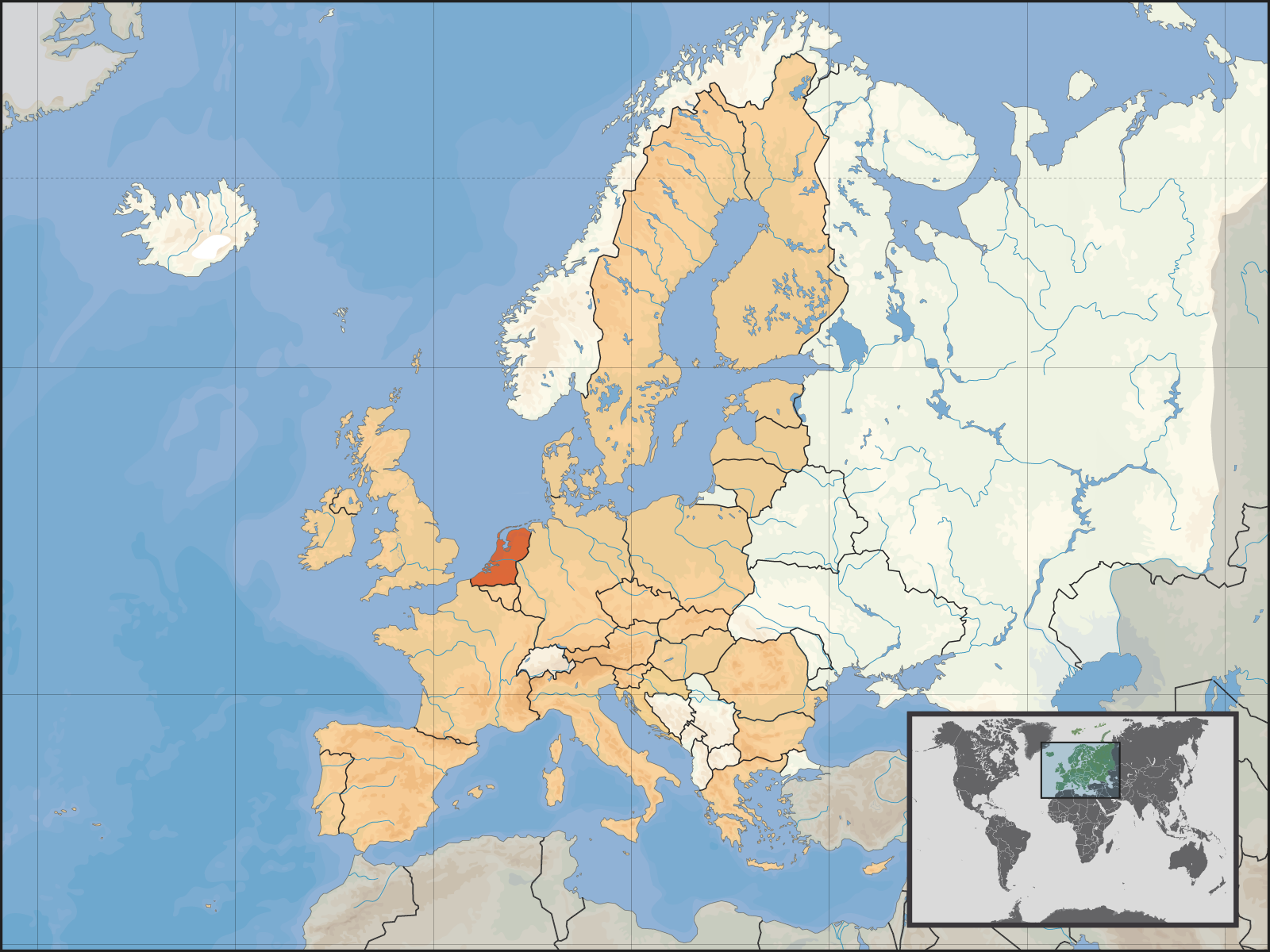
Територія єдиної нідерландомовної держави на карті Європи

Історичний прапор Нідерландів

Великі Нідерланди (нід. Grootneerlandisme) — ідея максимального розширення території Нідерландів на основі політичної єдності нідерландської нації за ознакою етнічної, культурної та мовної ідентичності. Для позначення всієї території нової держави іноді використовується термін «Великі Нідерланди». 

## Варіанти
Один з варіантів включає в себе об'єднання Нідерландів та Фландрії. Це об'єднання могло б бути унітарною державою, федерацією або конфедерацією. Оскільки цей сценарій об'єднає весь нідерландський народ, для позначення всієї території нової держави іноді використовується термін «Dietsland» (в Середні віки самоназва мови жителів Нідерландів та Фландрії було Diets, звідки і виникло англійське Dutch). Інший варіант передбачає відновлення нідерландської королівської Оранської династії в «Великих Нідерландах». 

## Ідеологія
У вужчому сенсі, ідея «Великих Нідерландів» означає прагнення до об'єднання Нідерландів та Фландрії. Ця ідеологія спирається на той факт, що нідерландці та нідерландомовні бельгійці (відомі як фламандці) мають спільну історію, культуру та мову. Вона підкреслює, що нова держава, що об'єднує більшість нідерландських земель в Європі, дозволить створити потужніший політичний та економічний блок. Її прихильники, особливо в багатомовній Бельгії, також виступають за це, оскільки вважають, що одна держава виявиться менш бюрократизованою та ефективнішим. Союз з Фландрією в Нідерландах не включений до порядку денного якої-небудь політичної партії і не обговорюється на найвищому рівні. Опитування свідчить про те, що 2/3 населення вітають союз з Фландрією. Зважаючи на труднощі, що виникли при формуванні уряду після виборів 2007 в Бельгії, ймовірність відділення Фландрії від Бельгії стає більше, ніж раніше. У Бельгії існують політичні сили, які виступають за об'єднання з Нідерландами. 
Термін «Великі Нідерланди» також пов'язаний з украй правими фашистськими організаціями в Нідерландах та Бельгії. Окремі політики висловили свою підтримку цій конкретній ідеології. 